# 第二次大陸會議

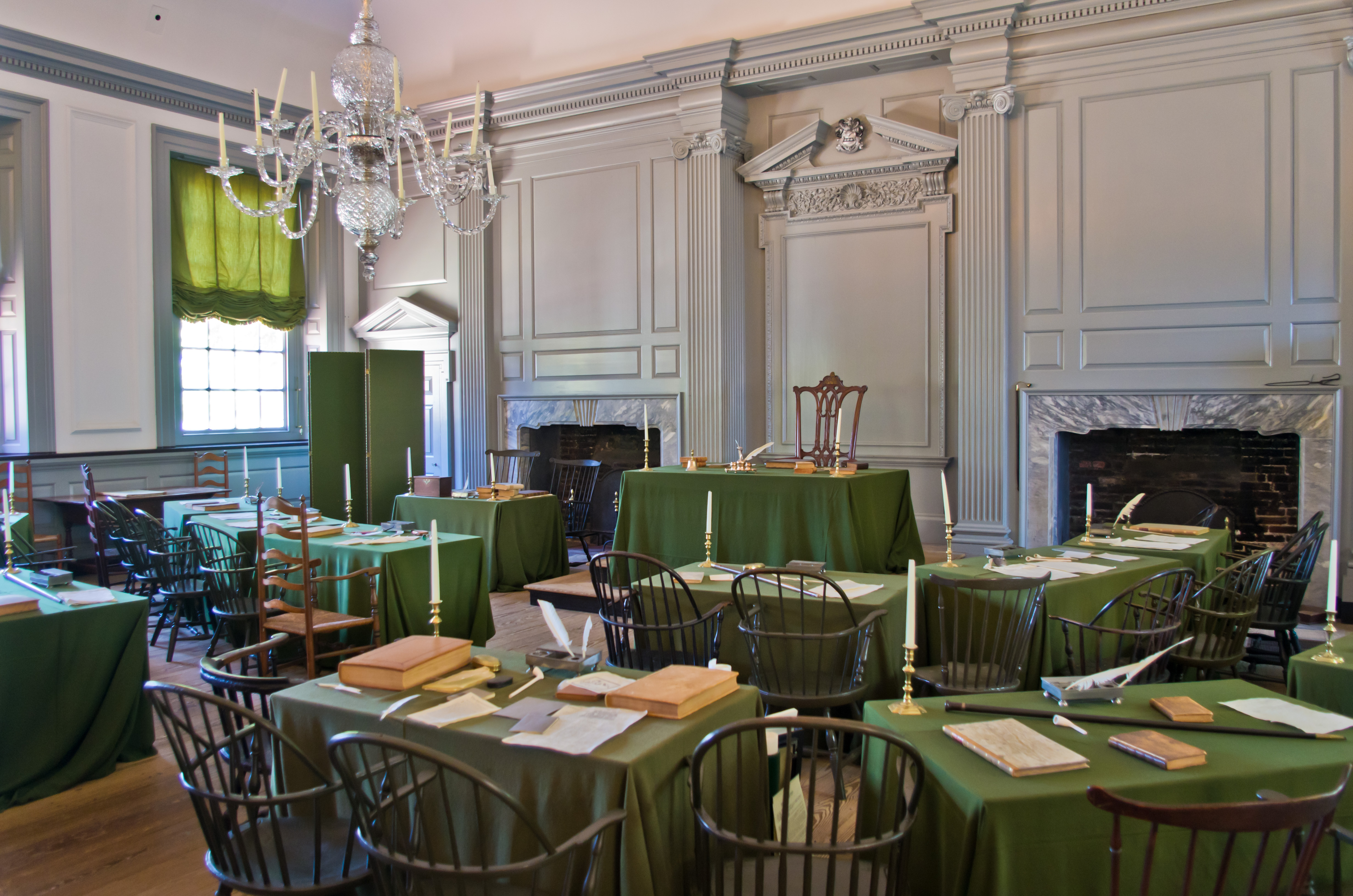
賓州費城獨立廳內的第二次大陸會議舊址

第二次大陸會議（英語：Second Continental Congress）是1775年至1781年存在於十三個殖民地的代表會議，這些殖民地聯合起來支持美國獨立戰爭，從而使得美國脫離大英帝國而獨立。會議組成了一個新的聯邦，最初命名為北美聯合殖民地，1776年改名為美利堅合眾國。1775年5月10日，萊克星頓戰役和康科德戰役之後，會議在費城召開，來自13個殖民地中的12個殖民地的代表出席了會議。
第二次大陸會議繼承了第一次大陸會議，第一次大陸會議於1774年9月5日至10月26日在費城舉行。第二次大陸會議在獨立戰爭初期發揮了事實上的聯邦政府的作用，它組建民兵、制定戰略、任命外交官，並起草《拿起武器的原因和必要性宣言》和《橄欖枝請願書》等請願書。當國會通過《李氏決議文》時，所有13個殖民地都有代表，該決議於1776年7月2日宣布脫離英國而獨立，並且兩天后國會一致通過了《獨立宣言》。
1781年3月1日之前，第二次大陸會議一直充當美國臨時政府的職能，之後第會議更名為現在通常所稱的邦聯國會。在此期間，它成功地指揮了美國對英的戰爭、起草了《邦聯和永久聯合條例》、通過了第一部美國憲法、獲得了外國的外交承認和支持，並解決了阿巴拉契亞山脈以西的州土地索賠問題。
出席第二次大陸會議的許多代表也曾出席第一次大會。他們再次選舉佩頓·倫道夫為大會主席、查尔斯·汤森為秘書。值得注意的新來者包括賓夕法尼亞州的本傑明·富蘭克林和馬薩諸塞州的約翰·漢考克。兩週之內，倫道夫被召回維吉尼亞州主持眾議院；漢考克繼任總統，托马斯·杰斐逊取代倫道夫成為維吉尼亞代表團成員。1775年7月，喬治亞州支持了該會議，並通過了大陸與英國的貿易禁令，參與的殖民地數量也隨之增加。